# روث رندل
روث رندل (بالإنجليزية: Ruth Rendell)‏ (و. 1930 – 2015 م) هي كاتبة، وسياسية، وروائية، وكاتبة سيناريو من المملكة المتحدة . ولدت في لندن . تولت منصب عضو مجلس اللوردات .
وهي عضوة في حزب العمال. وهي عضوة في الجمعية الملكية للأدب .
توفيت في لندن .

## جوائز وترشيحات
حصلت على جوائز منها:
- Cartier Diamond Dagger (1991)
- Riverton International Honour Prize (1991)
- Martin Beck Award، عن عمل:Make Death Love Me (1980)
- Edgar Award
- قائد وسام الامبراطورية البريطانية.

ترشحت لـ:
- Dagger of Daggers، عن عمل:A Fatal Inversion (2005).

## روابط خارجية
- روث رندل على موقع IMDb (الإنجليزية)
- روث رندل على موقع الموسوعة البريطانية (الإنجليزية)
- روث رندل على موقع مونزينجر (الألمانية)
- روث رندل على موقع ألو سيني (الفرنسية)
- روث رندل على موقع ميوزك برينز (الإنجليزية)
- روث رندل على موقع أول موفي (الإنجليزية)
- روث رندل على موقع قاعدة بيانات الأفلام السويدية (السويدية)
- روث رندل على موقع ديسكوغز (الإنجليزية)
- روث رندل على موقع قاعدة بيانات الفيلم (الإنجليزية)
- روث رندل على موقع كينوبويسك (الروسية)